# 1588
| [ Edytuj tabelę ]              | |
| Król Polski                    | - 1587 Zygmunt III Waza 1632 |
| Współksiążęta Andory           | - 1588 Andreu Capella 1609 - 1572 Henryk IV Burbon 1610 |
| Król Anglii                    | - 1558 Elżbieta I 1603 |
| Elektor Brandenburgii          | - 1571 Jan Jerzy 1598 |
| Książę Bawarii                 | - 1579 Wilhelm V 1597 |
| Sułtan Brunei                  | - 1575 Saiful Rijal 1600 |
| Cesarz Chin                    | - 1572 Wanli 1620 |
| Król Czech                     | - 1576 Rudolf II Habsburg 1611 |
| Król Danii                     | - 1559 Fryderyk II 1588 - 1588 Chrystian IV 1648 |
| Dalajlama                      | - 1543 Sonam Gjaco 1588 |
| Cesarz Etiopii                 | - 1563 Sertse Dyngyl 1597 |
| Król Francji                   | - 1574 Henryk Walezy 1589 |
| Król Hiszpanii                 | - 1556 Filip II 1598 |
| Landgraf Hesji-Kassel          | - 1567 Wilhelm IV Mądry 1592 |
| Stadhouder Holandii            | - 1584 Maurycy Orański 1625 |
| Szach Iranu                    | - 1587 Abbas I Wielki 1629 |
| Państwo Wielkich Mogołów       | - 1556 Akbar 1605 |
| Cesarz Japonii                 | - 1586 Go-Yōzei 1611 |
| Kalif                          | - 1574 Murad III 1595 |
| Patriarcha Konstantynopola     | - 1587 Jeremiasz II Tranos 1595 |
| Władca Korei                   | - 1567 Sŏnjo 1608 |
| Książę Kurlandii i Semigalii   | - 1587 Fryderyk Kettler 1642 - 1587 Wilhelm Kettler 1616 |
| Sułtan Maroka                  | - 1578 Ahmad al-Mansur 1603 |
| Senior Monako                  | - 1581 Karol II 1589 |
| Król Nawarry                   | - 1572 Henryk III 1610 |
| Król Norwegii                  | - 1559 Fryderyk II 1588 - 1588 Chrystian IV 1648 |
| Sułtan Omanu                   | - 1560 Abd Allah ibn Muhammad 1624 |
| Elektor Palatynatu             | - 1583 Fryderyk IV 1610 |
| Papież                         | - 1585 Sykstus V 1590 |
| Książę Parmy i Piacenzy        | - 1586 Aleksander 1592 |
| Król Portugalii                | - 1581 Filip I 1598 |
| Książę w Prusach               | - 1568 Albrecht Fryderyk 1618 - 1578 Jerzy Fryderyk (regent) 1603                                                                                                   |
| Car Rosji                      | - 1584 Fiodor I 1598 |
| Cesarz Rzymski (niemiecki)     | - 1576 Rudolf II Habsburg 1612 |
| Kapitanowie Regenci San Marino | - 1587 Gio. Antonio Leonardelli Pier Paolo Corbelli 1588 - 1588 Pier Matteo Belluzzi Vincenzo Giannini 1588 - 1588 Marc'Aurelio Brancuti Giambattista Belluzzi 1589 |
| Elektor Saksonii               | - 1586 Krystian I Wettyn 1591 |
| Król Szkocji                   | - 1567 Jakub VI 1625 |
| Król Szwecji                   | - 1569 Jan III Waza 1592 |
| Król Tajlandii                 | - 1569 Maha Thammaracha Thirat 1590 |
| Sułtan Turków                  | - 1574 Murad III 1595 |
| Doża Wenecji                   | - 1585 Pasqual Cicogna 1595 |
| Król Węgier                    | - 1576 Rudolf II 1608 |

Rok 1588 / MDLXXXVIII
stulecia: XV wiek ~
XVI wiek ~
XVII wiek

lata: 1578 «
1583 «
1584 «
1585 «
1586 «
1587 «
1588
» 1589
» 1590
» 1591
» 1592
» 1593
» 1598

## Wydarzenia w Polsce
- Styczeń – Jan Zamoyski wyruszył z Krakowa na ostateczną rozprawę z arcyksięciem Maksymilianem.
- 24 stycznia – wojska polskie pod dowództwem hetmana Jana Zamoyskiego, popierającego wybór Zygmunt Wazy na króla Polski, pokonały w bitwie pod Byczyną siły pretendenta – arcyksięcia Maksymiliana Habsburga.
- 28 stycznia – Zygmunt III Waza zatwierdził Trzeci Statut Litewski, który obowiązywał aż do 1840.
- 30 stycznia – w Krakowie zakończył obrady sejm koronacyjny[1].
- 23 maja – w krypcie katedry wawelskiej odbył się pogrzeb króla Stefana Batorego.

- Przy Akademii Krakowskiej postanowiono powołać do życia tzw. szkoły prywatne.
- Odbył się zjazd w Rewlu, na którym Jan III próbował skłonić Zygmunta do powrotu do Szwecji.
- Wydano konstytucję O ważności zapisów.

## Wydarzenia na świecie
- 22 stycznia – papież Sykstus V powołał Świętą Kongregację Obrzędów.
- 3 kwietnia – zostało założone argentyńskie miasto Corrientes.
- 4 kwietnia – Chrystian IV został królem Danii i Norwegii.
- 12 maja – powstanie ludu Paryża wydało miasto w ręce Henryka Gwizjusza.
- 28 maja – hiszpańska Wielka Armada obrała kurs na wybrzeże Anglii.
- 8 sierpnia – w bitwie pod Gravelines flota angielska zadała poważne straty hiszpańskiej Wielkiej Armadzie.

## Urodzili się
- 8 stycznia – Jan Jerzy Radziwiłł, II ordynat na Nieświeżu oraz kasztelan trocki (zm. 1625)
- 10 stycznia – Nicolaes Eliaszoon Pickenoy, malarz holenderski pochodzenia flamandzkiego (zm. 1656)
- 27 marca – Celestyn Myślenta, polski teolog luterański, orientalista, przez 24 lata rektor Uniwersytetu Albertyna w Królewcu (zm. 1653)
- 5 kwietnia – Thomas Hobbes, angielski filozof (zm. 1679).
- 13 maja – Ole Worm, duński lekarz, naukowiec i antykwariusz (zm. 1654)
- 2 czerwca – Lavinia Sernardi, włoska Służebnica Boża Kościoła katolickiego (zm. 1623)
- 3 czerwca – Juliusz Wirtemberski-Weiltingen, książę Wirtembergii-Weiltingen (zm. 1635)
- 9 czerwca ochrzczony – Johann Andreas Herbst, niemiecki kompozytor i teoretyk muzyki (zm. 1666)
- 1 września – Henryk Burbon, książę de Condé (1588-1646), trzeci książę de Condé, zarządca Burgundii, książę de Montmorency (zm. 1646)
- 8 września – Marin Mersenne, francuski teolog, filozof, matematyk i teoretyk muzyki (zm. 1648)
- 16 października – Luke Wadding historyk i teolog, franciszkanin (zm. 1657)
- 22 października – Leonhard Kern niemiecki malarz (zm. 1662)
- 24 grudnia – Konstancja Habsburżanka, królowa Polski i Szwecji, druga żona Zygmunta III Wazy (zm. 1631)

- data dzienna nieznana: 
  - Mateusz Basarab, był hospodarem Wołoszczyzny (zm. 1654)
  - Hendrick ter Brugghen, holenderski malarz okresu baroku, pierwszy caravaggionista utrechcki (zm. 1629)
  - Dominicus Germanus de Silesia, franciszkanin, arabista (zm. 1670)
  - Robert Filmer, angielski teoretyk polityczny, według którego najlepszym ustrojem była monarchia absolutna (zm. 1653)
  - Mikołaj Firlej, marszałek Trybunału Koronnego lubelskiego, poseł na sejm (zm. 1635)
  - Karl Hannibal von Dohna, władca sycowskiego wolnego państwa stanowego (zm. 1633)
  - Ligdan-chan, książę czacharski (zm. 1634)
  - Samuel Łaszcz, strażnik wielki koronny, znany warchoł i zagończyk XVII wieku (zm. 1649)
  - Jan Makowski, polski filozof i teolog ewangelicko-reformowany (zm. ok. 1644)
  - Raina Mohylanka, najstarsza z czterech córek hospodara mołdawskiego Jeremiego Mohyły, kuzynka Piotra (zm. 1619)
  - Maksymilian Ossoliński, podskarbi nadworny koronny (1636-1648), kasztelan czerski (1648) i starosta biecki i malborski (zm. 1655)
  - Cassiano dal Pozzo, włoski uczony i mecenas sztuki (zm. 1657)
  - Szymon Starowolski, polihistor, preceptor w domach magnackich I Rzeczypospolitej, ksiądz katolicki, kantor tarnowski, kanonik krakowski, polski historyk i pisarz (zm. 1656)

## Zmarli
- 9 lutego – Alvaro de Bazan, markiz Santa Cruz, hiszpański admirał (ur. 1526)
- 10 lutego – Wiktoryn Wierzbicki, biskup żmudzki i łucki (ur. ok. 1520)
- 15 lutego – Constantin Ferber I, wieloletni burmistrz Gdańska, burgrabia królewski w Gdańsku (ur. 1520)
- 3 marca – Henryk XI, książę legnicki (ur. 1539)
- 5 marca – Henryk Burbon, książę de Condé (1552-1588), drugi książę de Condé (od 1569), dowódca protestantów podczas wojen religijnych (ur. 1552)
- 9 marca – Pomponio Amalteo, włoski malarz szkoły weneckiej, tworzący w czasach renesansu (ur. 1505)
- 4 kwietnia – Fryderyk II Oldenburg, król Danii i Norwegii (ur. 1534)
- 19 kwietnia – Paolo Veronese, jeden z najwybitniejszych włoskich malarzy renesansowych (ur. 1528)
- 5 maja – Jerzy Blandrata, włoski lekarz, teolog (ur. ok. 1515/1516)
- 12 maja – Peter Monau, niemiecki humanista z Wrocławia, lekarz, autor pierwszej pracy doktorskiej z zakresu stomatologii (ur. 1551)
- 22 maja – Andrzej Tęczyński (zm. 1588), magnat polski, kasztelan i wojewoda bełski (ur. 1510)
- 12 lipca – Stanisław Pękosławski, rotmistrz królewski, komisarz generalny w Inflantach (ur. ?)
- 17 lipca – Sinan, turecki architekt, nadworny architekt pięciu sułtanów Turcji (ur. 1489)
- 6 sierpnia – Jozjasz I, hrabia Waldeck-Eisenberg (ur. 1554)
- 8 sierpnia – Alonso Sánchez Coello, hiszpański malarz okresu renesansu pochodzenia portugalskiego (ur. 1532)
- 14 sierpnia – Johann Jakob Wick, protestancki duchowny (ur. 1522)
- 30 sierpnia – Małgorzata Ward, święta katolicka, męczennica (ur. ?)
- 4 września – Robert Dudley, 1. hrabia Leicester, faworyt i kochanek królowej Elżbiety I Tudor (ur. 1532)
- 5 września – Mikołaj Firlej (wojewoda lubelski), polski szlachcic herbu Lewart, kasztelan wiślicki (ur. 1531)
- 24 września – Miguel de Oquendo, hiszpański admirał, jeden z dowódców Wielkiej Armady (ur. 1538)
- 2 października – Bernardino Telesio, włoski filozof i przyrodnik (ur. 1508/1509)
- 10 października – Nicolás Monardes, hiszpański lekarz i botanik (ur. 1493)
- 28 października – Alonso Martinez de Leiva, hiszpański szlachcic, faworyt króla Filipa II i kawaler zakonu Santiago (ur. ok. 1540)
- październik – Juan Martinez de Recalde, hiszpański admirał, jeden z dowódców Wielkiej Armady (ur. 1538)
- 1 listopada – Jean Dorat, francuski poeta, członek Plejady (ur. 1508)
- 30 listopada – Juan Anchieta, hiszpański rzeźbiarz doby renesansu (ur. 1540)
- 10 grudnia – Eustachy White, angielski duchowny katolicki, męczennik, święty (ur. ok. 1560)
- 24 grudnia – Louis de Guise, trzeci syn Franciszka de Guise i Anny d’Este, arcybiskup Reims (ur. 1555)
- 31 grudnia – Ludwik z Grenady, mistyk dominikański (ur. 1505)

- data dzienna nieznana: 
  - Juan Anchieta, polski architekt pochodzenia włoskiego, przedstawiciel renesansu (ur. ?)
  - Diego Durán, duchowny zakonu dominikanów, hiszpański kronikarz (ur. 1537)
  - Anzelm Gostomski, ekonomista, kalwinista, który żądał pełnego równouprawnienia innowierców (ur. 1508)
  - Hawryło Hołubek, dowódca kozacki w służbie polskiej (ur. ?)
  - Stanisław Przedbór Koniecpolski, kasztelan sieradzki, starosta wieluński i radomczszański, poseł na sejm z województwa sieradzkiego (ur. ?)
  - Andrzej Krasiński, syn Jana Krasińskiego, poseł, sędzia ziemski ciechanowski (ur. ok. 1518)
  - Jacques Le Moyne de Morgues, francuski podróżnik, malarz-akwarelista i grafik biorący udział w kolonizacji Florydy (ur. ok. 1533)
  - Stanisław Mikołajewicz Pac, odznaczył się w wojnach z Carstwem Rosyjskim za panowania Zygmunta Augusta (ur. 1522)
  - Melchior Pudłowski, sekretarz królewski, polski poeta renesansowy (ur. 1539)
  - Marcin Siennik, wydawca polskich druków przyrodniczych, tłumacz z języków niemieckiego i łacińskiego (ur. ?)
  - Jan Wier, lekarz (ur. 1515)
  - Stanisław Żółkiewski, wojewoda ruski, ojciec polskiego hetmana Stanisława Żółkiewskiego, kasztelan halicki (ur. ?)

## Święta ruchome
- Tłusty czwartek: 25 lutego
- Ostatki: 1 marca
- Popielec: 2 marca
- Niedziela Palmowa: 10 kwietnia
- Wielki Czwartek: 14 kwietnia
- Wielki Piątek: 15 kwietnia
- Wielka Sobota: 16 kwietnia
- Wielkanoc: 17 kwietnia
- Poniedziałek Wielkanocny: 18 kwietnia
- Wniebowstąpienie Pańskie: 26 maja
- Zesłanie Ducha Świętego: 5 czerwca
- Boże Ciało: 16 czerwca